# Zmarli w roku 1891
Lista osób zmarłych w 1891:

## styczeń 1891
- 4 stycznia – Aleksander Guttry, polski działacz niepodległościowy[1]
- 16 stycznia – Léo Delibes, francuski kompozytor baletu, opery oraz innych dzieł scenicznych[2]

## luty 1891
- 10 lutego – Sofja Kowalewska, rosyjska matematyczka polskiego pochodzenia[3]
- 14 lutego – William Sherman, amerykański wojskowy i polityk[4]
- 17 lutego – Theophil Edvard Hansen, duński architekt, sławę uzyskał jako architekt wiedeński[5]
- 20 lutego – Rudolf Lubecki, polski duchowny rzymskokatolicki, publicysta, działacz społeczny i narodowy (ur. 1844)[6]
- 24 lutego – Tomasz Maria Fusco, włoski duchowny katolicki, założyciel Zgromadzenia Sióstr Miłosierdzia od Przenajświętszej Krwi, błogosławiony[7]
- 27 lutego – prof. Ksawery Liske, polski historyk[8]

## marzec 1891
- 1 marca – August Wilhelm Hegenscheidt, niemiecki przemysłowiec[9]
- 9 marca – August Horislav Krčméry, słowacki duchowny ewangelicki, publicysta, kompozytor[10]
- 29 marca – Georges Seurat, francuski malarz, przedstawiciel neoimpresjonizmu[11]

## kwiecień 1891
- 24 kwietnia – Helmuth Karl Bernhard von Moltke, niemiecki feldmarszałek[12]

## maj 1891
- 8 maja – Helena Bławatska (ros. Елена Петровна Блаватская), rosyjska pisarka i współzałożycielka Towarzystwa Teozoficznego[13]
- 11 maja – Aleksander Edmund Becquerel, francuski fizyk i fizykochemik[14]
- 27 maja – Prentice Mulford, amerykański pisarz, humanista[15]

## czerwiec 1891
- 9 czerwca – Ludvig Lorenz, duński matematyk[16]
- 23 czerwca – Wilhelm Weber, niemiecki fizyk[17]

## lipiec 1891
- 1 lipca – Mihail Kogălniceanu, rumuński historyk, publicysta i polityk, premier Rumunii w l. 1863–1865[18]
- 3 lipca – Franciszek Śniegoń, tytularny biskup Tanes[19]

## sierpień 1891
- 22 sierpnia – Jan Neruda, czeski poeta, pisarz i dziennikarz[20]

## wrzesień 1891
- 28 września – Herman Melville, amerykański pisarz[21]

## listopad 1891
- 10 listopada – Jean Arthur Rimbaud, poeta francuski[22]
- 30 listopada – Pál Hunfalvy, węgierski językoznawca i etnograf[23]

## grudzień 1891
- 5 grudnia – Piotr II, cesarz Brazylii[24]
- 27 grudnia – Aleksander Chodźko, polski poeta i orientalista[25]